# Dorothy M. Johnson
Dorothy Marie Johnson  (McGregor (Iowa)19 de diciembre de 1905- Whitefish (Montana) 11 de noviembre de 1984) fue una escritora estadounidense  conocida por sus cuentos sobre el Oeste estadounidense. 

## Biografía

### Primeros años de vida
Sus padres, Mary Louisa Barlow y Lester Eugene Johnson  se trasladaron a Montana cuando ella era muy pequeña. Siendo estudiante del Whitefish High School comenzó a colaborar en el periódico The Daily Inter Lake de Kalispell, de  Montana, cuyos editores le pidieron, sin éxito, que firmara como D.M. Jhonson para ocultar que era una mujer. 
En 1928 se graduó en la universidad de Montana en Literatura Inglesa, después de un breve matrimonio  que terminó en divorcio.

### Trayectoria
Fue en 1930 cuando vendió su primer cuento por 400 dólares al The Saturday Evening Post, pidiéndole, sin éxito, sus editores que firmara como D.M.Jhonson para ocultar que era una mujer.Tuvieron que pasar once años para que volviese a publicar, vendiendo cuatro cuentos titulados  "Beulah Bunny Tells" a la misma publicación. Hubo un parón en su carrera durante la II Guerra Mundial, donde colaboró con la Defensa Civil Antiaérea. Después de la guerra, Jhonson crea algunas de sus historias más conocidas. Cuentos en los que se basaron tres de las películas mas representativas del género wéstern, películas que lograron un gran éxito: Un hombre llamado Caballo (1970), protagonizada por Richard Harris, El hombre que mató a Liberty Valance (1962), protagonizada por John Wayne y James Stewart, y El árbol del ahorcado (1959), protagonizada por Gary Cooper. Una mujer menuda, tímida, tratando con un personaje difícil como John Ford y el mundo de Hollywood.
"Con tan escasa producción ‒escribe Alfredo Lara, director de la colección que inauguró Indian Country‒ Dorothy M. Johnson está a la altura de los mejores cuentistas anglosajones de todos los tiempos. De hecho, alguno de sus relatos suelen ser seleccionados para las antologías de narrativa breve norteamericana, sin restricción de géneros".

Johnson impartió clases de Escritura Creativa en la universidad de Montana entre 1956 y 1960, en la que se había graduado en 1928. Durante su periodo como profesora, escribió artículos e historias de ficción para diferentes revistas. A menudo se basaban en entrevistas con habitantes del Oeste, entrevistas a ancianos nativos americanos y personajes que conoció durante su mandato, durante la década de los 50, como secretaria e investigadora de la Sociedad Histórica de Montana

## Reconocimientos
En 1957, la Asociación de Escritores Occidentales de América le otorgó su máximo galardón, el Premio Spur  Award por "Lost Sister", un cuento de la colección The Hanging Tree, que trata de la adaptación a la sociedad de colonos blancos de personas, (niños, niñas), que habían sido secuestrados por los indios, siendo el caso mas famoso el de Cynthia Ann Parker, una niña que fue secuestrada por los comanches a los nueve años  y rescatada veinticuatro años después, siendo separada de sus hijos, hecho que le causó un gran dolor hasta su muerte.
En 1959, fue nombrada miembro honorario de la tribu Blackfoot. En 1976 recibió el premio Levi Strauss Golden Saddleman por aportar dignidad y honor a la historia y las leyendas del Oeste. En 2005, Sue Hart, de la Universidad Estatal de Montana en Billings, realizó un documental de 30 minutos sobre su vida titulado Gravel in her Gut and Spit in her Eye que se emitió en PBS en noviembre de 2005.
En 2013, Johnson fue incluida en el Salón de la Fama de los Vaqueros de Montana y en el Centro del Patrimonio Occidental con el "Premio Legado" por sus "notables contribuciones a la historia y la cultura de Montana".

## Muerte
Johnson, a lo largo de su vida, hizo gala de su autosuficiencia económica.  Ella declaró que en su epitafio debería decir "Pagado en su totalidad". Su tumba en el cementerio de Whitefish, Montana, dice simplemente "PAGADO". Murió el 11 de noviembre de 1984, a la edad de 78 años.

### Novelas
- La mujer búfalo (1977)
- Todos los Buffalo regresan (1979)

### Novelas juveniles
- Adiós a Troya (1964)
- La princesa bruja (1967)

### Cuentos cortos
- " Un hombre llamado caballo " (1950)
- "El hombre que mató a Liberty Valance" (1953)
- "El día que salió el sol" (1955)
- "El vestido de diente de alce" (1958)

### Colecciones de cuentos
- Beulah Bunny lo cuenta todo (edición estadounidense, 1942); Miss Bunny interviene (edición británica, 1948)
- Indian Country (posteriormente publicada como A Man Called Horse ) (1953)
- El árbol del ahorcado (1957)
- Llama en la frontera: relatos breves de mujeres pioneras (1967)
- El hombre que conocía al chico Buckskin (1976)

### No ficción
- El secretario privado de John Robert Gregg (1943); fantasma escrito por Johnson
- Famosos alguaciles del Viejo Oeste (1963)
- Vestido griego antiguo (1964)
- Grecia: el país de las maravillas del pasado y del presente (1964)
- Algunos se fueron al Oeste (1965)
- Artistas del Carmelo: 15 perfiles (1968)
- Guerrero por una nación perdida (1969)
- Todo sobre la equitación: aprenda a montar a caballo (y a montar bien ) (1969)
- Hombres malos del Oeste (1970)
- El sangriento Bozeman: el peligroso camino hacia el oro de Montana (1971)
- Montana (serie Estados de la nación) (1971)
- El libro de cabecera de los bastardos (1973); con RT Turner
- Cuando tú y yo éramos jóvenes, Whitefish (1982)